# ساندرين ويليمز
ساندرين ويليمز هي صانعة أفلام وثائقية وكاتِبة وعالمة نفس ومخرجة بلجيكية، ولدت في 1968 في بروكسل في بلجيكا.

## وصلات خارجية
- ساندرين ويليمز على موقع IMDb (الإنجليزية)